# Steele (Missouri)
Steele és una població dels Estats Units a l'estat de Missouri. Segons el cens del 2000 tenia 2.263 habitants.

## Demografia
Segons el cens del 2000, Steele tenia 2.263 habitants, 887 habitatges, i 582 famílies. La densitat de població era de 464,8 habitants per km².
Dels 887 habitatges en un 31,8% hi vivien nens de menys de 18 anys, en un 43,6% hi vivien parelles casades, en un 17,1% dones solteres, i en un 34,3% no eren unitats familiars. En el 30,7% dels habitatges hi vivien persones soles el 15,6% de les quals corresponia a persones de 65 anys o més que vivien soles. El nombre mitjà de persones vivint en cada habitatge era de 2,49 i el nombre mitjà de persones que vivien en cada família era de 3,11.
Per edats la població es repartia de la següent manera: un 29,7% tenia menys de 18 anys, un 8,8% entre 18 i 24, un 23,8% entre 25 i 44, un 21,8% de 45 a 60 i un 16% 65 anys o més.
L'edat mediana era de 34 anys. Per cada 100 dones de 18 o més anys hi havia 79 homes.
La renda mediana per habitatge era de 20.958 $ i la renda mediana per família de 29.125 $. Els homes tenien una renda mediana de 30.595 $ mentre que les dones 19.286 $. La renda per capita de la població era de 13.695 $. Entorn del 25,5% de les famílies i el 31,3% de la població estaven per davall del llindar de pobresa.

## Poblacions més properes
El següent diagrama mostra les poblacions més properes.